# Burghofspiele Voitsberg

Logo der Burghofspiele Voitsberg

Burghofspiele Voitsberg in der Burgruine Obervoitsberg ist ein Theaterverein in Voitsberg in der Steiermark.

## Chronik
Im Jahr 1960 legten die Mitglieder des AGV „Eintracht Voitsberg“ mit einem Chorkonzert in der Burgruine Obervoitsberg anlässlich des 70-jährigen Vereinsbestandes den Grundstein für die heute bereits zur Tradition gewordenen Burghofspiele. 1999 wurden die Burghofspiele Voitsberg ein eigenständiger Verein unter Obmann Patrick Thalhammer.

### Obmänner und Obfrauen
- 1999–2002 Patrick Thalhammer
- 2002–2005 Thomas Vollmann
- 2005–2006 Kathrin Kolli
- 2006–2007 Bernd Fauland
- 2007–2008 Michael Zejdlik
- 2008–2009 Bernd Unger
- 2009–2012 Thomas Vollmann
- 2012–2013 Sabine Töscher
- 2013–2018 Eva Flanschger
- seit Nov 2018 Kristina Flecker

## Spielorte

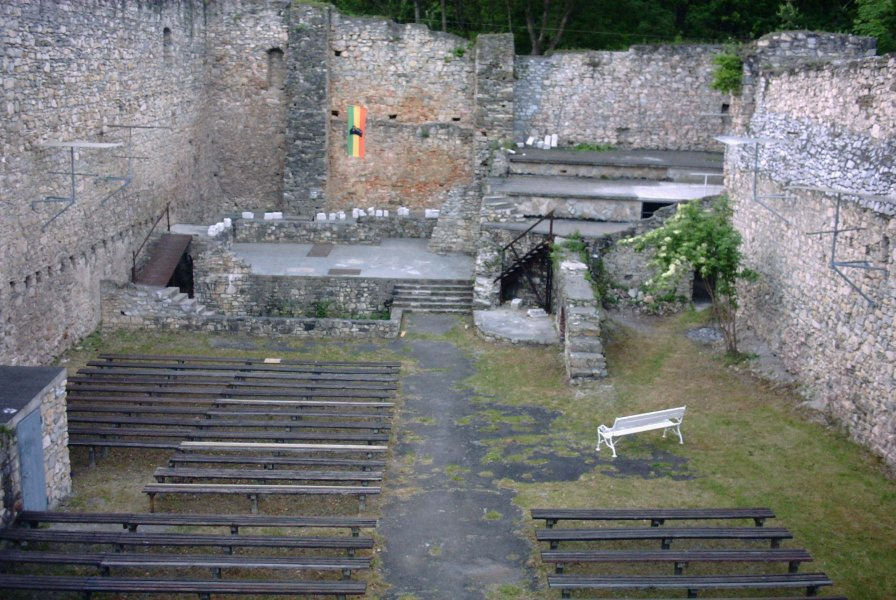
Die Bühne der Burgruine Obervoitsberg

Als Freilichtbühne für die Sommerproduktionen dient die 1171 unter Gottfried von Dürnstein und Konrad von Kienburg erbaute Burgruine Obervoitsberg. Die Bühne verfügt über eine Vielzahl von versteckten Aufgängen und eignet sich daher besonders für effektvolle Theaterinszenierungen.
Für die Winterproduktionen werden unter anderem die Stadtsäle Voitsberg genutzt.

## Produktionen

### Sommerproduktionen
- 1960 – Chorkonzert: 70 Jahre AGV Eintracht Voitsberg
- 1961 – Der böse Geist Lumpazivagabundus
- 1963 – Bruder Martin
- 1964 – Der Verschwender
- 1965 – Die gold’ne Meisterin
- 1966 – Einen Jux will er sich machen
- 1967 – Der Bauer als Millionär
- 1968 – Die Landstreicher
- 1969 – Bruder Straubinger
- 1970 – Die Rose von Stambul
- 1971 – Im weißen Rößl
- 1972 – Saison in Salzburg
- 1973 – Der liebestolle Kuno
- 1974 – Der gutmütige Teufel
- 1975 – Der Diener zweier Herren
- 1976 – Dein Auftritt, Tante Frieda
- 1977 – Und das vor der Hochzeit
- 1978 – Die Falle
- 1979 – Der böse Geist Lumpazivagabundus
- 1980 – Die Landstreicher
- 1981 – Das Blutgericht am Obervogtsberg
- 1982 – Reise in die Jugendzeit
- 1983 – Der Barometermacher auf der Zauberinsel
- 1984 – Der Diamant des Geisterkönigs
- 1985 – Der Kobold
- 1986 – Eine verrückte Reise
- 1987 – Die ungleichen Brüder
- 1988 – Das kalte Herz
- 1989 – Das Fest oder Aller guten Dinge sind 3
- 1990 – Robert der Teuxel
- 1991 – Die goldene Muschel
- 1992 – Barbarusens Zauberfluch
- 1993 – Barbarusens Rückkehr oder Übermut tut selten gut
- 1994 – Die gefesselte Phantasie
- 1995 – Das Zauberflöterl
- 1996 – Der Magier von VO
- 1997 – Der Barometermacher auf der Zauberinsel
- 1998 – Der steirische Faust
- 1999 – Der gefühlvolle Kerckermeister
- 2000 – Der konfuse Zauberer
- 2001 – Die Zauberreise in die Ritterzeit
- 2002 – Kasimir und Karoline
- 2003 – Der Graf
- 2004 – Die drei Musketiere
- 2005 – Robin Hood
- 2006 – Was ihr wollt
- 2007 – Die Komödie der Irrungen
- 2008 – Der Geizige
- 2009 – Die Streiche des Scapin
- 2010 – shakespeare.zip
- 2011 – Höllenangst
- 2012 – Die Mausefalle
- 2013 – Der zerbrochne Krug
- 2014 – Pygmalion
- 2015 – Fröhliche Gespenster
- 2016 – Der Brandner Kasper und das ewig' Leben
- 2017 – Sherlock in Love
- 2018 – RESET Alles auf Anfang
- 2019 – Otello darf nicht platzen
- 2020 - aufgeLESENes
- 2021 - Voitsberger Geschichte(n)
- 2022 - Der nackte Wahnsinn
- 2023 - Das (perfekte) Desaster Dinner
- 2024 - Pension Schöller
- 2025 - Funny Money

### Winterproduktionen / Kabarettprogramme
- 1986 – Die Teufel von Salamanko
- 1987 – Grünkäppchen und die Staatslotterie
- 1988 – Der Kannibalen Express
- 1989 – Heiter und sündlich
- 1990 – Kriminelle Liebes- und andere Fälle
- 1991 – Holidays
- 1992 – Z'aumgramt und außikehrt
- 1993 – Die wilde Lilli und der raue Westen
- 2002 – Voitsberger Allerlei – Alles nur ein Spiel
- 2003 – Denn sie wissen nicht, was sie tun...
- 2004 – Gemischte Platte
- 2005 – rot-weiß-rote Mischung
- 2006 – Voitsberger Schmankerl
- 2007 – heftigdeftig
- 2008 – Burghofspiele all'arrabbiata
- 2009 – Reißfleisch
- 2010 – Pest of Kabarett
- 2012 – endzeitSTIMMUNG!
- 2013 – MÄRzumLochn
- 2014 – 3-2-1... Keins!
- 2015 – makabARETT
- 2016 – reKabarett
- 2017 – War da jemand? - Nichts und Dunkel
- 2018 – konFUSIONen
- 2021 - KEINE PANIK! Gicht am Ende des Tunnels!
- 2023 - Ich krieg die Krise!

### Sonstige Eigenproduktionen
- 2011 – Mord für das Kraftwerk – Krimidinner
- 2013 – Bis dass der Tod euch scheidet – Krimidinner
- 2015 – Mordstalent – Krimidinner
- 2019 – Zwei Morde und ein Hund – Krimidinner
- 2024 - Mord im Schwammerlkartell - Krimidinner